# Физионотрас
Физионотра́с (фр. Physionotrace, англ. Physiognotrace — «след лица») — техническое устройство для полуавтоматической передачи изображения физиогномии (лица) человека с последующим переносом на портретные гравюры (акватинты).

## Принцип действия
Физионотрасом первоначально именовали устройство, изобретённое французским музыкантом-виолончелистом Ж. Л. Кретьеном в 1784 году. Устройство представляло собой деревянную кабину (раму) (1,75 м в высоту и 0,65 м в ширину), куда неподвижно усаживали портретируемого и направляли на него пучок света так, чтобы абрис его профиля отразился на установленном перед кабиной экране. Оператор (портретист) обводил контур лица указателем (визиром), соединённым с пантографом, через который движения указателя повторялись карандашом, наносящим на бумагу контур будущего портрета («grand trait»). Вся процедура занимала несколько минут. Полученный контур заполнялся рисовальщиком-портретистом штрихами так, чтобы получить формирующие объём тени, изображающие черты лица, как и на обычном гравированном портрете. Затем с помощью второго пантографа уменьшенные основные черты портрета переносились на медную пластину, предварительно подготовленную для травления. Неделю спустя натурщик получал гравированную пластину и двенадцать небольших отпечатков с неё.

## История

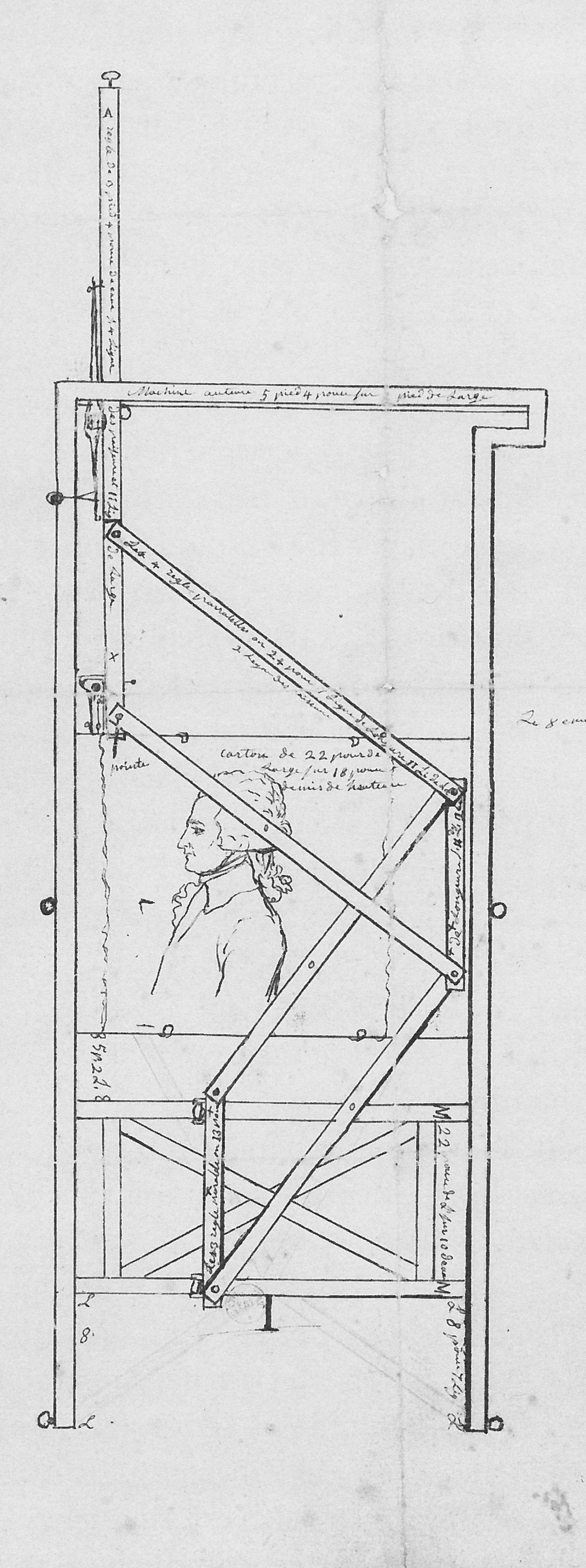
Рисунок Эдме Кенеди

В 1783—1784 годах француз Жиль-Луи Кретьен изобрёл «физионотрас» для помощи в создании силуэтных портретов, которые стали популярны во время правления Людовика XVI. В течение нескольких минут выполнялся рисунок в натуральную величину, после чего с помощью пантографа трасса (контур) силуэта профиля субъекта передавались на гравировальную иглу. Это позволило быстро изготавливать несколько портретных копий. Партнёр Кретьена — Эдме Кенеди, в 1788 году выполнил рисунок инструмента, который сейчас находится в Национальной библиотеке Франции. Когда Кенеди самостоятельно начал работать в Германии, Кретьен продолжил сотрудничать с художниками Жаном-Батистом Фуке и Жаном-Симоном Фурнье. Позже мастерская Кретьена перешла к представителям семьи Бушарди.
В 1802 году Джон Исаак Хокинс, родившийся в Англии и живший в США в Филадельфии, запатентовал другую модель физионотраса и взял в партнёры художника Чарльза Уилсона Пила, чтобы привлечь потенциальных покупателей. Устройство Хокинса отличалась от машины Кретьена тем, что позволяло уменьшать получаемый силуэт менее, чем до двух дюймов. Многие версии этого инструмента, позволяющего быстро создавать профили заказчиков, использовались по всему Восточному побережью Соединённых Штатов.
Джеймс Шарплз, британский художник-портретист, который также жил в Филадельфии, использовал физионотрас для создания профилей таких известных людей, как Джордж Вашингтон, Долли и Джеймса Мэдисон. Французский художник-портретист и гравёр Шарль Бальтазар Жюльен, живший в Соединённых Штатах с 1793 по 1814 год, также создал множество портретов, часто используя технику физионотраса. В числе других известных художников, использующих физионотрас, были Франсуа Гонор и Луи Лемет (Louis Lemet).
Полученные с помощью физионотраса изображения уступали гравированным портретам, изготовленным профессиональными художниками, но стоили недорого и создавали у заказчика впечатление, что при использовании таких технических средств черты его лица будут воспроизведены максимально точно. Техника физионотраса была очень популярной в начале XIX века, став своеобразной предшественницей портретной фотографии. С появлением дагеротипии, позволяющей получать полноценные портреты в любом ракурсе, физионотрас оказался быстро ею вытеснен.

Портреты, выполненные с помощью физионотраса
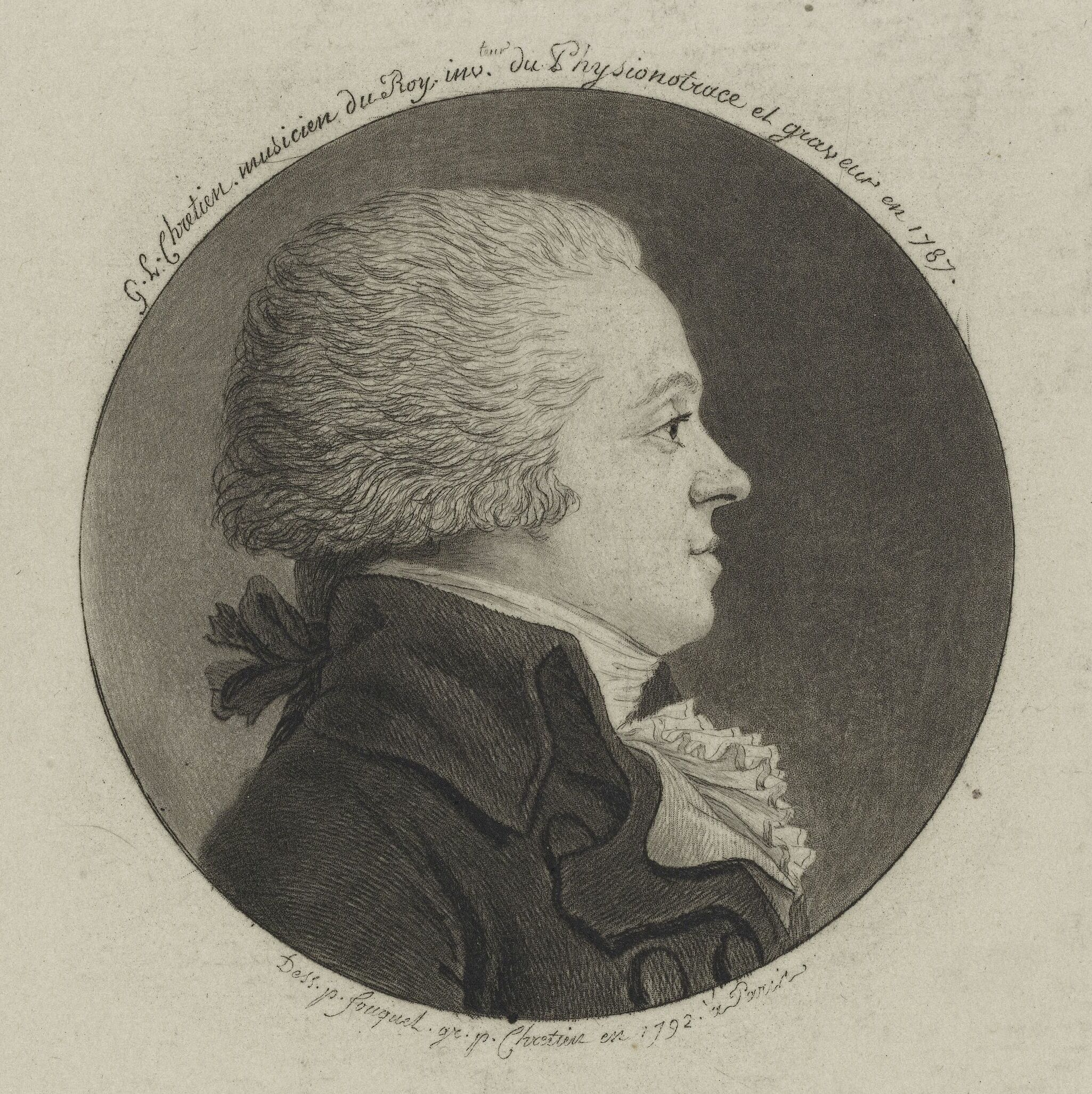
Жиль-Луи Кретьен
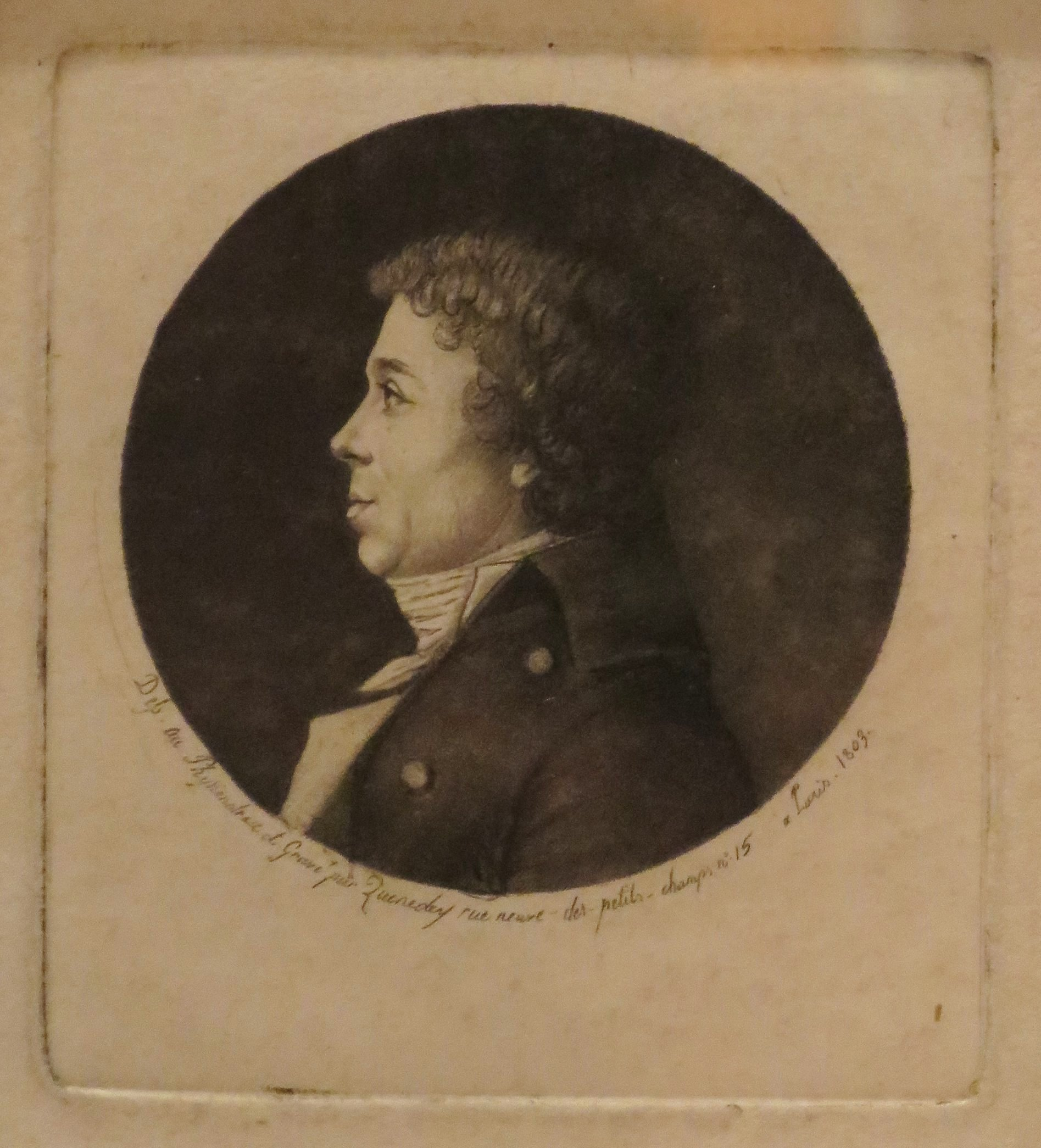
Эдме Кенеди
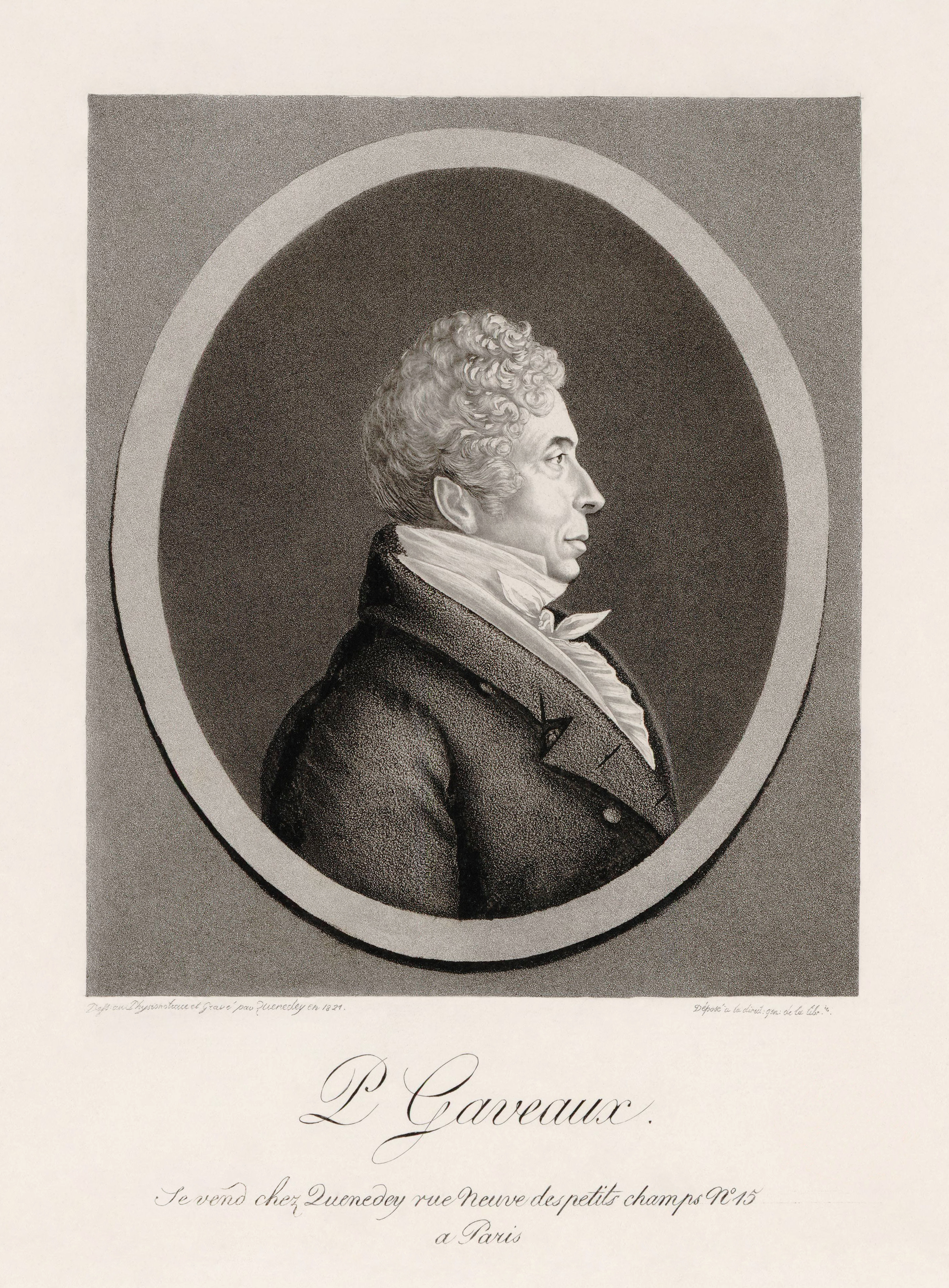
Пьер Гаво
Тургенев и Жуковский